# (5754) 1992 FR2
(5754) 1992 FR2 là một tiểu hành tinh vành đai chính. Nó được phát hiện bởi Seiji Ueda và Hiroshi Kaneda ở Kushiro, Hokkaidō, Nhật Bản, ngày 24 tháng 3 năm 1992.